# Chiesa dei Santi Gervaso e Protaso (Tregasio)
La chiesa dei Santi Gervaso e Protaso di Tregasio è il principale luogo di culto cattolico di Tregasio, frazione del comune di Triuggio. Progettata dall'ingegnere Spirito Maria Chiappetta, è dedicata ai santi Gervaso e Protaso. È situata a pochi metri dalla Rotonda. 

## Storia

### Antefatti
Nel gennaio 1916 don Davide Colli (primo parroco di Tregasio) dichiara alla popolazione l'intento di voler raccogliere dei fondi per la costruzione della prima chiesa parrocchiale del paese. Difatti, all'epoca, vi erano a disposizione solo 220 lire e bisognava ancora comprare il terreno. Grazie alla generosità della popolazione, di nobili ed industriali della zona si arrivò a quota 6 000 lire nel dicembre dello stesso anno. Tra le personalità a cui furono inviate lettere ve ne sono alcune di spicco a livello nazionale come Filippo Meda ed internazionale come il Presidente americano Thomas Woodrow Wilson.

### Progetto
Il 3 gennaio 1917 l'ingegner Chiappetta presentò il primo schizzo. Don Davide ne fu entusiasta e non volle ascoltare il parere di chi considerava invece tale ingegnere come una persona dalle grandi qualità progettuali, ma dalle pessime abilità realizzative. La guerra rallentò il progetto, infatti bisognerà aspettare il luglio 1919 per il bozzetto definitivo in gesso della chiesa. La lunghezza è di 41 metri dall'abside alla porta principale, 22,8 metri nei bracci laterali e 14 metri d'altezza nella zona centrale. Rispetto al progetto iniziale fu abolita, in corso d'opera, la cupola centrale ottagonale, a causa della mancanza di fondi.

### Costruzione
Il 12 ottobre 1919 viene collocata la prima pietra contenente un cilindro di vetro al cui interno vi erano oggetti sacri. Il progetto però non prese il largo prima del raggiungimento delle 100 000 lire, cifra raggiunta solo ai primi d'aprile 1921. 

A partire da tale data i lavori, compiuti volontariamente dai cittadini, procedettero ad un ritmo incalzante: a metà maggio finì lo scavo delle fondamenta, nel giro di un mese furono pronte le fondamenta e a fine giugno iniziarono i lavori di muratura. 

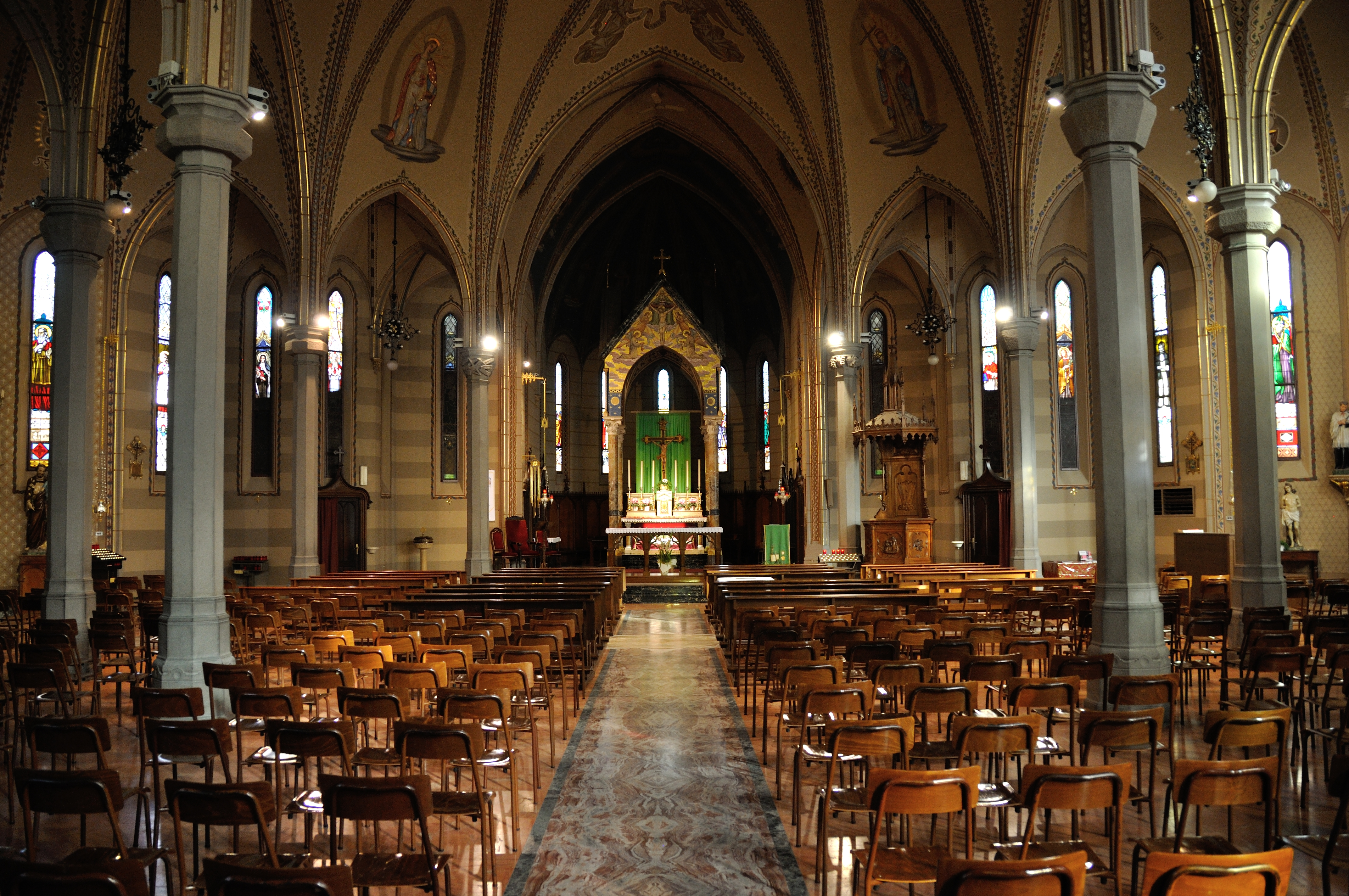
Interno della chiesa

 Nel giro di pochi mesi si arrivò al completamento del tetto con la posa delle tegole che arrivò a novembre. I lavori si fermarono con l'arrivo dell'inverno e ricominciarono nell'aprile 1922. Il 13 giugno uno dei tanti parrocchiani che lavorava come volontario alla realizzazione della chiesa trovò la morte a causa del cedimento della trave su cui si trovava durante la realizzazione dell'abside; questa fu l'unica morte causata dai lavori di realizzazione della chiesa. Il 17 ottobre venne innalzata la croce sulla sommità del campanile e dieci giorni dopo il 27 ottobre 1922 si festeggiò il termine dei lavori di costruzione della chiesa come edificio. Il quindicennio seguente vide l'aggiunta di altre componenti chiave. Vennero infatti completate le rifiniture estetiche, furono installate le cinque campane nell'agosto 1925, fu installato l'orologio sulla torre campanaria nell'ottobre 1932 e a partire dal 1936 incominciò l'installazione delle vetrate. Alla fine del 1940 la chiesa fu completata in tutte le sue parti essenziali. Il costo complessivo dell'opera si aggirò sulle 600 000 lire.
Negli anni successivi vennero completate le vetrate e le pitture, nei primi anni cinquanta venne collocata sull'altare laterale la statua della Madonna Pellegrina, negli anni settanta, a causa della riforma liturgica postconciliare vi è stata l'aggiunta del nuovo altare rivolto verso l'assemblea e si sono eliminate le balaustre e nell'autunno 1994 venne rifatta la pavimentazione dell'altare maggiore e della sacrestia.

### Inaugurazione
Il giorno scelto per l'inaugurazione fu il 7 dicembre 1922, giorno in cui don Davide Colli avrebbe festeggiato il suo venticinquesimo anno di sacerdozio. L'inaugurazione della chiesa e la celebrazione furono tenute dall'allora arcivescovo di Milano Eugenio Tosi. Questa fu solo una semplice, ma significativa benedizione della chiesa, poiché solo il 3 giugno 1932 avverrà la consacrazione vera e propria.